# 柳澤治
柳澤 治（やなぎさわ おさむ、1938年11月4日 - ）は、日本の西洋経済史学者。旧・東京都立大学名誉教授。
東京市（現文京区）生まれ。東京大学経済学部卒、1966年同大学院経済学研究科博士課程退学。1976年「ドイツ三月革命の研究」で経済学博士。東京大学社会科学研究所助手、明治学院大学経済学部講師、助教授、東京都立大学経済学部助教授、教授、1995-1997年経済学部長、1999年名誉教授、明治大学政治経済学部教授。

## 著書
- 『ドイツ三月革命の研究』岩波書店 1974
- 『ドイツ中小ブルジョアジーの史的分析 三月革命からナチズムヘ』岩波書店 1989
- 『資本主義史の連続と断絶 西欧的発展とドイツ』日本経済評論社 明治大学社会科学研究所叢書　2006
- 『戦前・戦時日本の経済思想とナチズム』岩波書店 2008
- 『ナチス・ドイツと資本主義 日本のモデルへ』日本経済評論社 2013
- 『ナチス・ドイツと中間層 全体主義の社会的基盤』日本経済評論社 2017

### 共著
- 『ドイツ経済の歴史的空間 関税同盟・ライヒ・ブント』諸田實、松尾展成、小笠原茂、渡辺尚、E・シュレンマー共著 昭和堂 1994

### 翻訳
- ヨーゼフ・クーリッシェル『ヨーロッパ近世経済史』諸田實、松尾展成、小笠原茂、渡辺尚共訳 東洋経済新報社 1982-1983

## 論文
- <柳澤治